# Kwacha malawiano
Il Kwacha malawiano è la valuta del Malawi dal 1971. Il kwacha sostituì la sterlina malawiana con un cambio di 2 kwacha = 1 sterlina. Il codice ISO 4217 è MWK. La valuta è divisa in 100 tambala.
Il nome di kwacha deriva dalla parola che significa alba in nyanja e in bemba, mentre tambala significa "gallo" in nyanja.
La conseguenza poetica è che "cento galli fanno un'alba."

## Monete
Nel 1971 furono introdotte monete nei valori di 1, 2, 5, 10 e 20 tambala. Nel 1986 furono aggiunte le monete da 50 tambala e da 1 kwacha. Nuove monete bimetalliche da 5 e 10 kwacha sono state introdotte nel gennaio 2007. Tutti i tagli sono in circolazione.

## Banconote
Nel 1971 furono introdotte banconote nei tagli da 50 tambala e da 1, 2 e 10 kwacha. La banconota da 5 kwacha fu introdotta nel 1973 quando uscì di produzione quella da 2 kwacha. Le banconota da 20 kwacha fu introdotta nel 1983. Quella da 50 tambala furono emesse l'ultima volta nel 1986, e quella da 1 kwacha nel 1988. In 1993 fu introdotto il biglietto da 50 kwacha seguito da quello da 100 kwacha nel 1993, da 200 kwacha nel 1995 e da 500 kwacha nel 2001.
Dal 2005 le banconote in circolazione sono:
| Serie 1997 | Serie 1997 | Serie 1997  | Serie 1997        | Serie 1997     | Serie 1997                        | Serie 1997           |
| Immagine | Valore     | Dimensioni  | Colore principale | Descrizione    | Descrizione                       | Data di prima stampa |
| Immagine | Valore     | Dimensioni  | Colore principale | Recto          | Verso                             | Data di prima stampa |
| --- | ---------- | ----------- | ----------------- | -------------- | --------------------------------- | -------------------- |
| | K5         | 126 × 63 mm | Verde             | John Chilembwe | Contadini che macinano il grano   | 1º luglio 1997       |
| | K10        | 132 × 66 mm | Marrone           | John Chilembwe | Ragazzi in una scuola "cespuglio" | 1º luglio 1997       |
| | K20        | 138 × 69 mm | Viola             | John Chilembwe | Raccolto delle foglie del te      | 1º luglio 1997       |
| | K50        | 144 × 72 mm | Blu               | John Chilembwe | Arco dell'Indipendenza a Blantyre | 1º luglio 1997       |
| | K100       | 150 × 75 mm | Rosso             | John Chilembwe | "Capital Hill" a Lilongwe         | 1º luglio 1997       |
| | K200       | 156 × 78 mm | Blu               | John Chilembwe | Sede dalla Reserve Bank of Malawi | 1º luglio 1997       |
| | K500       |             | Multi-colore      | John Chilembwe |                                   | 1º dicembre 2001     |
| Queste immagini sono scalate a 0,7 pixel per millimetro, uno standard di Wikipedia per le banconote mondiali. Per altre informazioni vedi tabella con le specifiche delle banconote. |            |             |                   |                |                                   |                      |